# (2296) Kugultinov
(2296) Kugultinov est un astéroïde de la ceinture principale.

## Description
(2296) Kugultinov est un astéroïde de la ceinture principale. Il fut découvert le 18 janvier 1975 à Nauchnyj par Lioudmila Tchernykh. Il présente une orbite caractérisée par un demi-grand axe de 3,18 UA, une excentricité de 0,17 et une inclinaison de 1,3° par rapport à l'écliptique.

## Compléments